# Ejército Popular Nacional
El Ejército Popular Nacional (NVA, del alemán Nationale Volksarmee) fue el nombre oficial de las Fuerzas Armadas de la República Democrática Alemana (RDA), creadas en 1956 y disueltas junto con la RDA en 1990. Mantenía estrecha relación con otras fuerzas armadas miembros del Pacto de Varsovia, especialmente el Grupo de Fuerzas Soviéticas en Alemania.
En 1987, época de su mayor auge, el Ejército Nacional Popular tenía alrededor de 175.300 efectivos. Aproximadamente el 50% eran militares de carrera, siendo el resto reclutas que se encontraban cumpliendo el servicio militar obligatorio. Fue una de las pocas fuerzas armadas del mundo que durante su existencia no entró en conflicto bélico abierto con el ejército de ningún otro país.

## Historia
El Ejército Popular Nacional fue creado el 1 de marzo de 1956, seis meses después de la formación en la República Federal de Alemania (RFA) del Bundeswehr, a partir de la Kasernierte Volkspolizei (KVP, o Policía Popular Acuartelada). Fue precedida por años de preparación durante los cuales ex oficiales de la Wehrmacht residentes en la RDA y veteranos comunistas del bando republicano en la guerra civil española ayudaron a organizar y entrenar a las KVP. Tras su aparición, el NVA (combinando las mejores tradiciones militares alemanas y soviéticas y las décadas de éxitos e innovaciones) fue considerado una de las fuerzas armadas más profesionales y poderosas del mundo.
Durante su primer año, alrededor del 27% de los oficiales del NVA habían servido anteriormente en la Wehrmacht durante la Segunda Guerra Mundial y de los 82 puestos de mando más importantes, 61 estaban en manos de estos ex oficiales pues el conocimiento de combate y experiencia militar de los veteranos de guerra eran indispensables en los primeros años del NVA, lo cual motivó que el gobierno de Alemania Oriental aceptase aplicar amnistías y perdones para veteranos de la Wehrmacht, incluyendo a acusados por la URSS de crímenes de guerra en el pasado. Para finales de los años 60 ya se había retirado la mayoría de veteranos de la Wehrmacht, aunque la Bundeswehr de la RFA se basó en una similar estrategia.
En sus primeros seis años, el NVA fue totalmente profesional y voluntario. La RFA, en cambio, había instaurado el servicio militar obligatorio en 1956. Finalmente, las autoridades de la RDA también lo establecieron, en 1962, y el personal del NVA se incrementó a alrededor de 170.000 efectivos.
El NVA se describía a sí mismo como el instrumento de fuerza del poder de la clase proletaria. De acuerdo con su doctrina, la existencia del NVA se debía a la necesidad de proteger y asegurar los logros del socialismo frente a la agresividad imperialista. El lema del NVA, inscripto en su escudo, era: «Por la Defensa del Poder Obrero y Campesino».
El NVA nunca participó en combate, a pesar de haber servido como apoyo en la represión de la Primavera de Praga de 1968 y de que oficiales del NVA fungían a menudo como asesores militares o instructores en países de África aliados con la Unión Soviética. Cuando la Unión Soviética estaba dispuesta a ocupar Checoslovaquia en agosto de 1968, el gobierno de la RDA había previsto inicialmente utilizar la 7.ª División Panzer y la 11.ª División de Infantería Motorizada para apoyar la intervención, pero el temor a una negativa la reacción internacional ante la conveniencia de desplegar tropas alemanas fuera de Alemania por primera vez desde la Segunda Guerra Mundial causó dudas en la URSS. Finalmente, el NVA solamente dio ayuda logística cuando las tropas soviéticas avanzaban en Checoslovaquia y las tropas de la RDA estaban listas en la frontera para intervenir en caso de que los soviéticos tuvieran problemas para sofocar la rebelión.

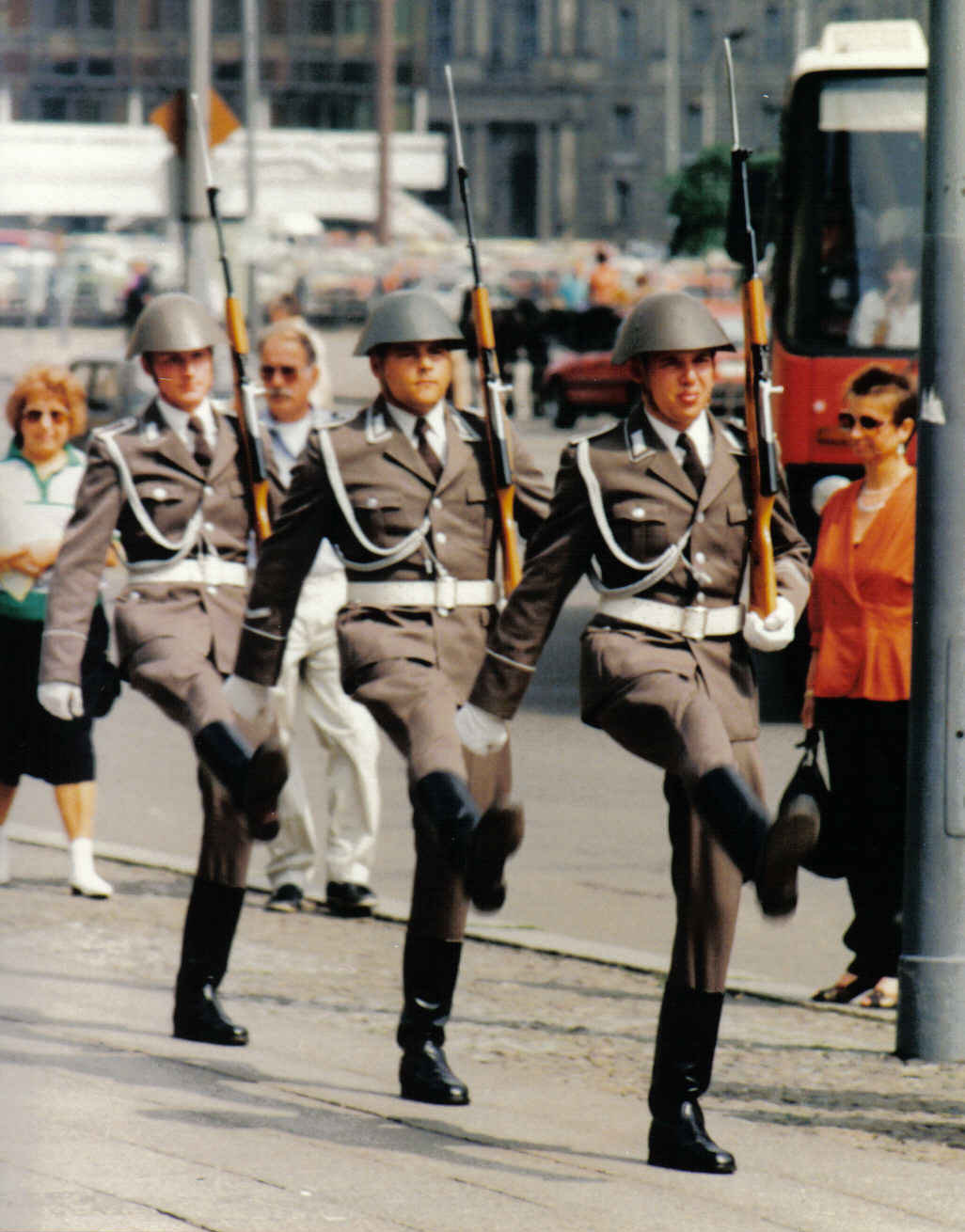
Guardia de honor del Regimiento «Friedrich Engels» en el Monumento a las víctimas del fascismo y el militarismo.

En la década de 1970 se le asignó al NVA la misión de capturar, en caso de guerra, toda la ciudad de Berlín Occidental. El plan del NVA fue llamado «Operación Centro» y contaría con unos 32.000 soldados en dos divisiones, acompañadas por la 6.ª Brigada de Guardias Fusileros Motorizados del Ejército Rojo. El plan fue actualizado regularmente hasta 1988, cuando fue sustituido por un plan menos ambicioso que consistía simplemente en defender Berlín Este.
En el otoño de 1981, el NVA estaba dispuesto a intervenir en Polonia en apoyo de una posible intervención soviética contra el sindicato "Solidaridad", pero la declaración de la ley marcial en Polonia por el régimen de Wojciech Jaruzelski evitó la crisis.
El NVA se encontraba en un estado de mayor preparación para el combate en varias ocasiones, incluyendo la construcción del Muro de Berlín en 1961, la Crisis de los Misiles en 1962, la intervención del Pacto de Varsovia en 1968 en Checoslovaquia y por última vez en el otoño de 1989 frente a las protestas anticomunistas que motivaron la caída del Muro de Berlín.
En 1990, con la reunificación alemana, el Ejército Nacional Popular fue incorporado en la Bundeswehr de la República Federal de Alemania (RFA). La absorción no fue un proceso igualitario: la mayor parte de los efectivos de la NVA -especialmente oficiales- fueron pasados a retiro en los meses posteriores a la reunificación, y los incorporados por lo general fueron degradados, a excepción de algunos especialistas y técnicos. Se cerraron casi todos los cuarteles y se vendió su equipamiento -mayormente de origen soviético- a otros ejércitos en todo el mundo.

## Organización

### Estructura de mando
El Alto mando del Ejército Popular Nacional era ejercido por el Ministerio de Defensa Nacional con sede en Strausberg. Esta dirección se dividía en comandos (controlando cada una de las tres ramas del NVA) que eran los siguientes:
- el Kommando Landstreitkräfte con base en Geltow, cerca de Potsdam, dirigía las Fuerzas Terrestres (120.000 soldados);
- el Kommando Luftstreitkräfte und Luftverteidigungskräfte con base en Strausberg, administraba la Fuerza Aérea/Defensa Aérea (39.000 efectivos);
- el Kommando Volksmarine con base en Rostock, administraba la Armada Popular (16.300 marinos).

### Otras fuerzas militares de la RDA
Las Tropas de Frontera (Grenztruppen), que contaban con unos 50.000 guardias fronterizos había sido parte del NVA hasta 1973, año en que fueron separadas y quedaron bajo el control directo del Ministerio de Defensa Nacional.
La República Democrática Alemana contaba además con un gran número de reservistas y milicianos de los Grupos de Combate de la Clase Obrera, que podían ser convocados en caso de crisis; la ya mencionada Policía Popular Acuartelada (una policía militar); y las tropas de élite del Ministerio para la Seguridad del Estado, principalmente el Regimiento de Guardias «Félix Dzerzhinsky».

## Apariencia

### Uniformes
Los uniformes de las primeras unidades militares de la Administración Central de Formación (Hauptverwaltung Ausbildung-HVA) eran de color azul policial.
Con la reestructuración de la policía militar en 1952, los uniformes azules fueron sustituidos por uniformes de color caqui, similares a los que usaba el Ejército Rojo en ese momento.
En 1956 se fundó el NVA (Ejército Nacional Popular) cuyos uniformes eran muy parecidos a los de los soldados de la Reichswehr.
Con la presentación del NVA se hizo hincapié en que se seguía manteniendo la tradición militar alemana, en contra en la RFA que empleaban un uniforme más "americano".
El casco que utilizaba el NVA se basaba en el prototipo del casco "B/II", desarrollado para la Wehrmacht por el Dr. Fry y el Dr. Hansel, del Instituto de Ciencia de los Materiales de Defensa Técnica de Berlín, el cual fue sometido a pruebas desde 1943 pero aún no había sido adoptado por el ejército.

### Tipos de uniformes

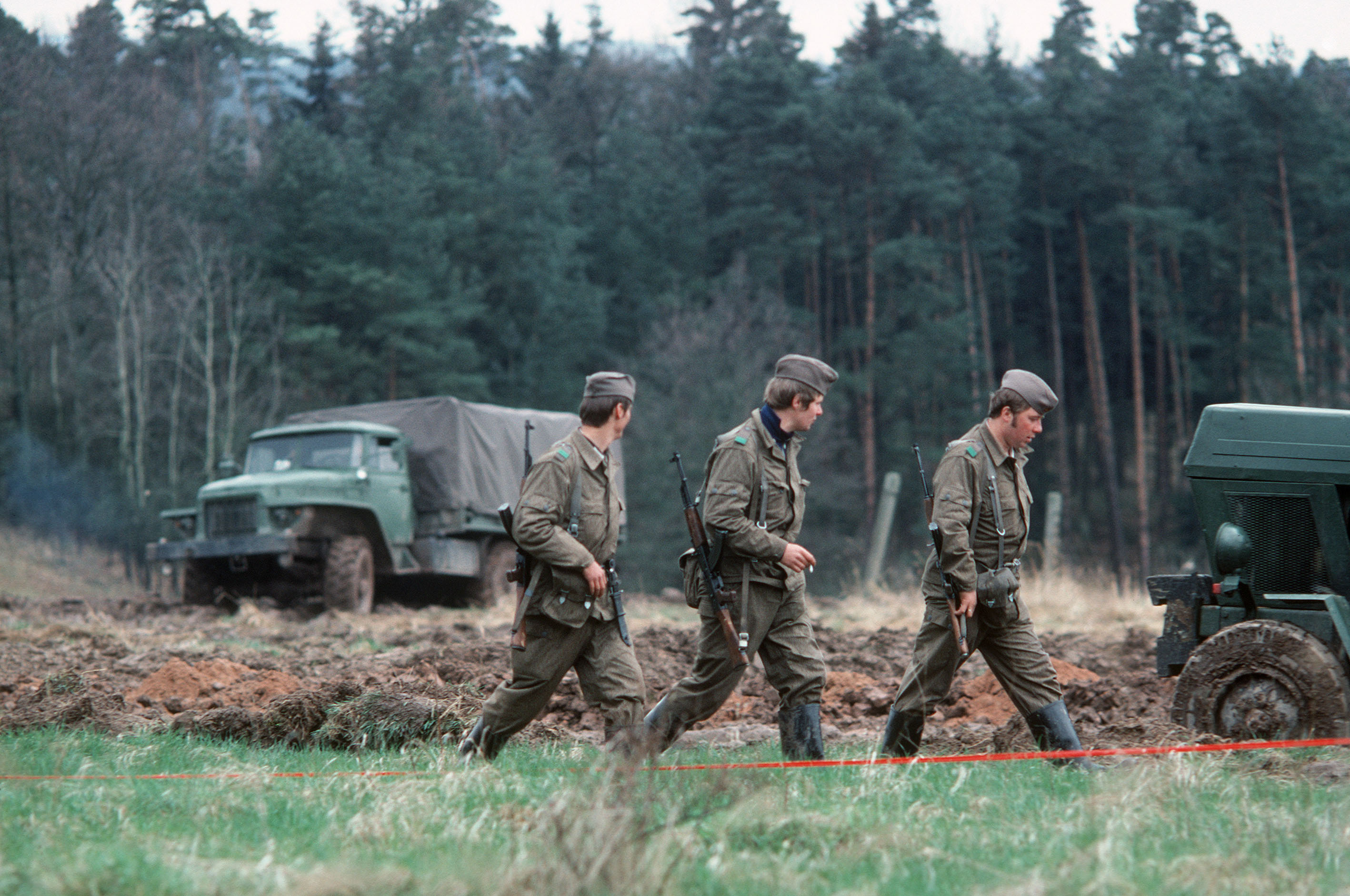
Uniforme de campaña de los guardias de frontera.

- Uniforme de servicio de campo (Felddienstuniform): Era el uniforme de campaña regular, utilizado tanto por oficiales como por soldados regulares. En el periodo comprendido desde la creación del NVA (1956) hasta 1958/59 se empleara una prenda que en principio será un mono,pero que se harán de dos piezas denominado "amobertan",de clara inspiración soviética,que se portara encima del uniforme de servicio.  A partir de 1958/59 se empleará un nuevo modelo de uniforme de campo denominado "Flachtarnenmuster M58", conocido también como "Blumentarn"; este tipo de camuflaje estará en servicio hasta 1970,conviviendo con el modelo "Strichtarn".  A partir de 1965/66 se introduce el camuflaje definitivo en el NVA, el "Strichtarn" (que como en los modelos precedentes está pensado para ser llevado encima del uniforme de servicio).  Este tipo de camuflaje se mantendrá hasta la desaparición del NVA en 1990.

- Uniforme de servicio (Dienstuniform): Desde la creación del NVA hasta 1982,se empleara un uniforme pracitamente igual al de salida con la excepción de que no tendrán los  Ärmelpatte en las bocamangas y que se empleara el cinturón de campaña y no el negro.(En los años 50 y primeros 60 se empleará el cinturón negro, el de los oficiales y suboficiales profesionales será el cinturón de color avellana.

- Uniforme de paseo (Ausgangsuniform): ): Era usado por todos los rangos. Consistía en guerrera y pantalón color gris, junto con gorra de plato, camisa y corbata y zapatos(Dependiendo de que época se tratase, años 50/60 y primeros 70 cuello cerrado, a partir de 1974 se empezara a emplear camisa y corbata).  En este uniforme se podían portar las condecoraciones obtenidas en forma de barra de pasadores y los premios otorgados.  Para el invierno se empleaba el Wintermantel, es decir, un abrigo largo y la wintermütze (gorro con orejeras de inspiración rusa).

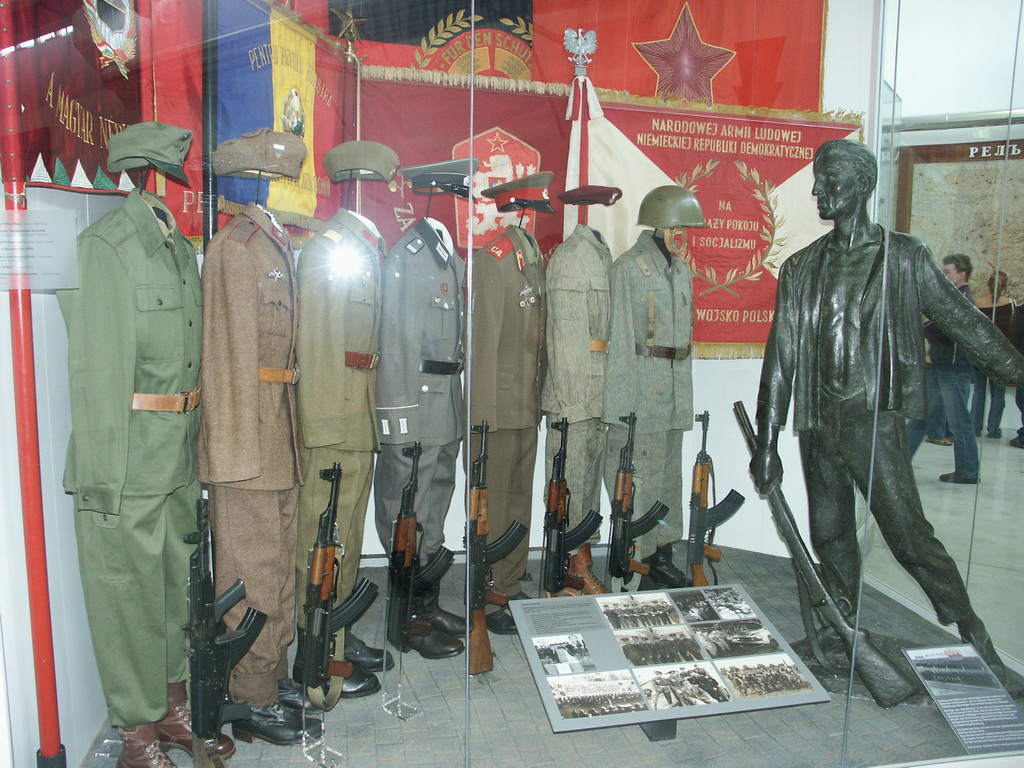
Uniformes del Pacto de Varsovia. (RDA en el medio.)

- Uniforme de desfile/Gala (Paradeuniform):El uniforme de gala para los oficiales consistía en una camisa blanca, en la cual estaban todas las condecoraciones y premios recibidos, una corbata gris, pantalones y botas de montar negros, un casco M1956 de plástico y una daga ceremonial que se lleva al lado izquierdo y se sujeta con un cinturón de desfile de color gris plateado. Para los desfiles de invierno se incluía wintermantel y guantes

- Uniforme de trabajo (Arbeitsuniform):En un principio se trataba de un mono de color azul oscuro(Años 50) ya a partir de los años 60 se empleara un mono de color negro. En los años 70 aparece un uniforme de dos piezas, también de color negro.  Como prenda de cabeza hasta los años 70 se empleara el gorrrillo de dotación, en los 80 se entregara una gorra de color negro.

- Otros uniformes: Gesellschaftsanzug, chaqueta de etiqueta para oficiales y suboficiales, a partir de 1974.

### Waffenfarben

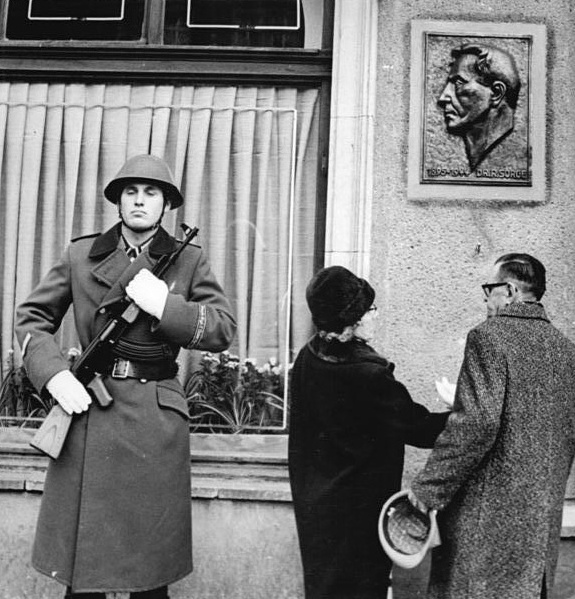
Un guardia de honor perteneciente al Regimiento de Guardia Felix Dzerzhinsky

Los Waffenfarben son los colores que utilizan los alemanes para distinguir a qué clase de unidad pertenecen. Todas las unidades de las diversas armas tienen uno diferente, que figura como tira o franja junto a la insignia del grado. Inicialmente los Waffenfarben que usaba el NVA eran los mismos que los de la Wehrmacht durante la Segunda Guerra Mundial. 
Desde 1956 estos colores eran llevados en las hombreras y en los parches de cuello (Krangenspigel)  hasta 1974, en que solo se quedaron en las hombreras.Pero solo en el ejército, Defensa antiaérea, Grenztruppen y MfS seguirán portando los colores en los krangenspiegel. 
- blanco = infantería
- rojo ladrillo = artillería
- rosa = tanques
- amarillo = transmisiones
- verde oscuro = intendencia
- negro = ingenieros
- azul claro = aviación
- gris = defensa antiaérea
- naranja = paracaidistas
- verde claro = tropas de fronteras
- azul centaura = marina
- violeta = defensa civil

### Rangos militares

#### Fuerzas Terrestres y Fuerza Aérea/Defensa Aérea
| Oficiales de las fuerzas terrestres y aéreas del NVA | Oficiales de las fuerzas terrestres y aéreas del NVA | Oficiales de las fuerzas terrestres y aéreas del NVA | Oficiales de las fuerzas terrestres y aéreas del NVA | Oficiales de las fuerzas terrestres y aéreas del NVA |
| Marschall der DDR (Mariscal de la RDA)               | Armeegeneral (General del Ejército)                  | Generaloberst (Coronel General)                      | Generalleutnant (Teniente General)                   | Generalmajor (Mayor General)                         |
| ---------------------------------------------------- | ---------------------------------------------------- | ---------------------------------------------------- | ---------------------------------------------------- | ---------------------------------------------------- |
|                                                      |                                                      |                                                      |                                                      |                                                      |

| Oficiales de compañías de campo de las fuerzas terrestres y aéreas del NVA | Oficiales de compañías de campo de las fuerzas terrestres y aéreas del NVA | Oficiales de compañías de campo de las fuerzas terrestres y aéreas del NVA | Oficiales de compañías de campo de las fuerzas terrestres y aéreas del NVA | Oficiales de compañías de campo de las fuerzas terrestres y aéreas del NVA | Oficiales de compañías de campo de las fuerzas terrestres y aéreas del NVA | Oficiales de compañías de campo de las fuerzas terrestres y aéreas del NVA |
| Oberst (Coronel)                                                           | Oberstleutnant (Teniente coronel)                                          | Mayor                                                                      | Hauptmann (Capitán)                                                        | Oberleutnant (Teniente primero)                                            | Leutnant (Teniente)                                                        | Unterleutnant (Subteniente/Teniente segundo)                               |
| -------------------------------------------------------------------------- | -------------------------------------------------------------------------- | -------------------------------------------------------------------------- | -------------------------------------------------------------------------- | -------------------------------------------------------------------------- | -------------------------------------------------------------------------- | -------------------------------------------------------------------------- |
|                                                                            |                                                                            |                                                                            |                                                                            |                                                                            |                                                                            |                                                                            |

| Candidatos a Oficiales/Suboficiales de las Fuerzas Terrestres y Aéreas del NVA | Candidatos a Oficiales/Suboficiales de las Fuerzas Terrestres y Aéreas del NVA | Candidatos a Oficiales/Suboficiales de las Fuerzas Terrestres y Aéreas del NVA | Candidatos a Oficiales/Suboficiales de las Fuerzas Terrestres y Aéreas del NVA |
| Stabsoberfähnrich (Alférez jefe)                                               | Stabsfähnrich (Alférez de personal)                                            | Oberfähnrich (Alférez superior)                                                | Fähnrich (Alférez)                                                             |
| ------------------------------------------------------------------------------ | ------------------------------------------------------------------------------ | ------------------------------------------------------------------------------ | ------------------------------------------------------------------------------ |
|                                                                                |                                                                                |                                                                                |                                                                                |

| Suboficiales de las fuerzas aéreas y de tierra del NVA | Suboficiales de las fuerzas aéreas y de tierra del NVA | Suboficiales de las fuerzas aéreas y de tierra del NVA | Suboficiales de las fuerzas aéreas y de tierra del NVA | Suboficiales de las fuerzas aéreas y de tierra del NVA |
| Stabsfeldwebel (Sargento Mayor)                        | Oberfeldwebel (Sargento en Jefe)                       | Feldwebel (Sargento Primero)                           | Unterfeldwebel (Sargento)                              | Unteroffizier (Cabo)                                   |
| ------------------------------------------------------ | ------------------------------------------------------ | ------------------------------------------------------ | ------------------------------------------------------ | ------------------------------------------------------ |
|                                                        |                                                        |                                                        |                                                        |                                                        |

| Soldados rasos y oficiales menores de las fuerzas aéreas y de tierra del NVA | Soldados rasos y oficiales menores de las fuerzas aéreas y de tierra del NVA | Soldados rasos y oficiales menores de las fuerzas aéreas y de tierra del NVA |
| Stabsgefreiter (cabo segundo)                                                | Gefreiter (soldado de 1.ª clase)                                             | Soldat (soldado raso)                                                        |
| ---------------------------------------------------------------------------- | ---------------------------------------------------------------------------- | ---------------------------------------------------------------------------- |
|                                                                              |                                                                              |                                                                              |

#### Armada Popular
Marineros y Suboficiales Navales
- Marinero
- Marinero de primera
- Marinero jefe
- Cabo segundo
- Cabo Primero
- Sargento Segundo
- Sargento Primero
- Suboficial
- Suboficial Mayor
- Suboficial Principal

Oficiales Cadetes
- Guardiamarina Segundo
- Guardiamarina Primero
- Guardiamarina Jefe
- Guardiamarina Supervisor

Oficiales Navales
- Subteniente del Mar
- Teniente segundo del Mar
- Teniente primero del Mar
- Teniente Capitán
- Capitán de Corbeta
- Capitán de Fragata
- Capitán de Navío/Capitán del Mar
- Contraalmirante
- Vicealmirante
- Almirante
- Almirante de la Flota

### Medallas y condecoraciones
En la RDA había alrededor de 70 condecoraciones para personas o grupos que se deseaba reconocer por varias razones. Algunas medallas se crearon específicamente para ser otorgadas a miembros del NVA y a civiles por distintos actos y servicios a la nación. También distinciones que eran entregadas únicamente al personal civil, que se entregaban por logros en las áreas del arte, el deporte, la literatura y la producción del trabajo.

## Conscripción
El Ejército Popular Nacional fue totalmente profesional y voluntario hasta la instauración del servicio militar obligatorio el 24 de enero de 1962. El servicio militar duraba unos 18 meses y eran considerados aptos para cumplirlo todos los varones adultos que tuvieran entre 18 y 26 años de edad. No existía en un principio ninguna alternativa civil para aquellos que se opusieran al uso de armas de fuego, sea por motivos religiosos o de otro tipo.
En 1964 se introdujo el bausoldat (soldado constructor) como una alternativa. Mientras que algunos de esos soldados constructores se dedicaban estrictamente a la construcción de instalaciones militares, otros trabajaban en hospitales y servicios sociales. La objeción de conciencia propiamente dicha era ilegal y castigada con el encarcelamiento, que iba generalmente seguido de la expulsión a la RFA.

## Utilización del material del NVA después de la reunificación

Insignia usada en todos los vehículos de tierra del NVA.

El NVA era, en relación con el equipamiento y el entrenamiento, una de las fuerzas armadas más poderosas dentro del Pacto de Varsovia. Fue provista de las armas más nuevas e innovadoras en su momento, la mayoría provenientes de la Unión Soviética. De estas armas, una mayoría sustancial en cantidad fue devuelta a la Unión Soviética en 1991, como misiles balísticos de medio alcance, misiles antiaéreos, misiles crucero de largo alcance y sistemas de radar avanzados, varios tanques de última generación, artillería pesada al igual que aviones MiG-29 y MiG-27/23 y otro tanto del inventario de misiles aire-aire de última generación. Todo esto fue devuelto a Rusia.
El resto de los equipos eran valiosos para la nueva Alemania, por lo cual fueron conservados. Grandes cantidades de piezas de repuesto, equipos médicos, dispositivos de entrenamiento y simuladores, fueron conservados para el nuevo Ejército unificado.
Una de las primeras tareas que se llevaron a cabo tras la reunificación fue la de inventariar y asegurar todo el equipamiento del NVA. El ente federal MDSG se encargó de custodiar todos los depósitos de armas del NVA. El MDSG empleó a más de 1800 personas para estas tareas; dichas personas eran principalmente reservistas de la Bundeswehr. El MDSG fue privatizado en 1994. Tras esto, la mayoría del equipo usado anteriormente por la RDA fue vendido a muy bajos precios a diversos países del tercer mundo, otra parte fue donada a museos y el resto fue destruido por estar no operativos.
Tras la reunificación, las fuerzas armadas de Alemania (Bundeswehr) se hicieron con:
- 767 aeronaves (aviones, helicópteros, etc.), entre ellos 24 MiG-29;

- 208 embarcaciones (en su mayoría lanchas rápidas, algunas fragatas y un par de cruceros);

- 2.761 tanques y vehículos blindados;

- 133.900 vehículos de ruedas (camiones, todoterrenos, tractores, motocicletas, etc.);

- 2.199 piezas de artillería;

- 1.376.650 armas de fuego;

- 303.690 toneladas de municiones;

- 14.335 toneladas de combustible;